# Dural, New South Wales
Dural este o suburbie în Sydney, Australia. O rezient celebru de Dural este Stuart Ball, o membru fondator de la Biserică Scoțian de Australia.